# 西安区 (牡丹江市)
西安区（せいあん-く）は中華人民共和国黒竜江省牡丹江市に位置する市轄区。

## 歴史
1937年（康徳4年）、満州国により牡丹江市が設置されると、現在の区域には南区、西区及び中区が設置されている。
1946年、西安区を新設、1948年9月には長安区が西安区に編入され、1952年1月の行政区画調整により第3区とされた。1956年9月の区制廃止にともない西安街道弁事処に改編されたが、1958年1月に区制が再施行され西安区が再置されている。1960年8月、西安人民公社改称、旧郊区の温春、沿江農村公社が西安人民公社に編入されている。1968年には西安人民公社の細分化が実施されたが、1970年にはそれらが統合され奮闘人民公社が成立、同年10月に先鋒区に、1980年6月に西安区と改称された。

## 行政区画
6街道、1鎮、1民族郷を管轄：
- 街道：先鋒街道、火炬街道、立新街道、牡丹街道、江浜街道、沿江街道
- 鎮：温春鎮
- 民族郷：海南朝鮮族郷

## 交通

### 航空
- 牡丹江海浪空港

### 鉄道
- 中国国家鉄路集団
  - 中国鉄路ハルビン局集団公司
    - 牡丹江駅（哈牡旅客専用線、牡佳旅客専用線（中国語版）、浜綏線、図佳線）

### 道路
- 高速道路
  - 綏満高速道路
  - 鶴大高速道路
- 国道
  -  G201国道
  -  G301国道

## 健康・医療・衛生
- 牡丹江市康安医院
- 牡丹江市北方医院